# Thomas von Olera

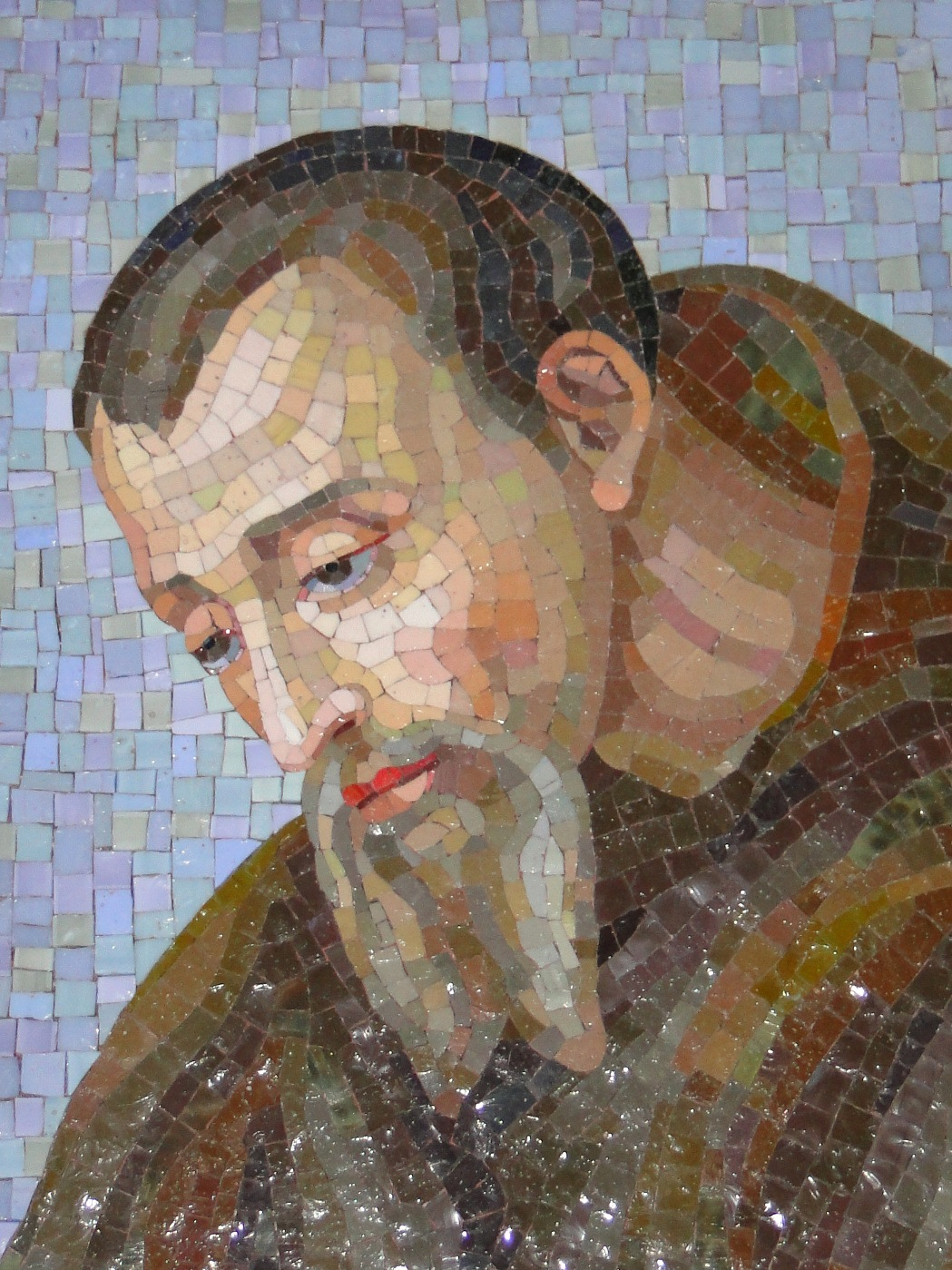
Thomas von Olera, Mosaik in Olera

Thomas von Olera, auch Thomas von Bergamo, italienisch Tommaso da Olera bzw. Tommaso da Bergamo, eigentlich Tommaso Acerbis (* 1563 in Olera; † 3. Mai 1631 in Innsbruck) war ein italienischer Kapuziner. Er wird in der katholischen Kirche als Seliger verehrt.

## Leben

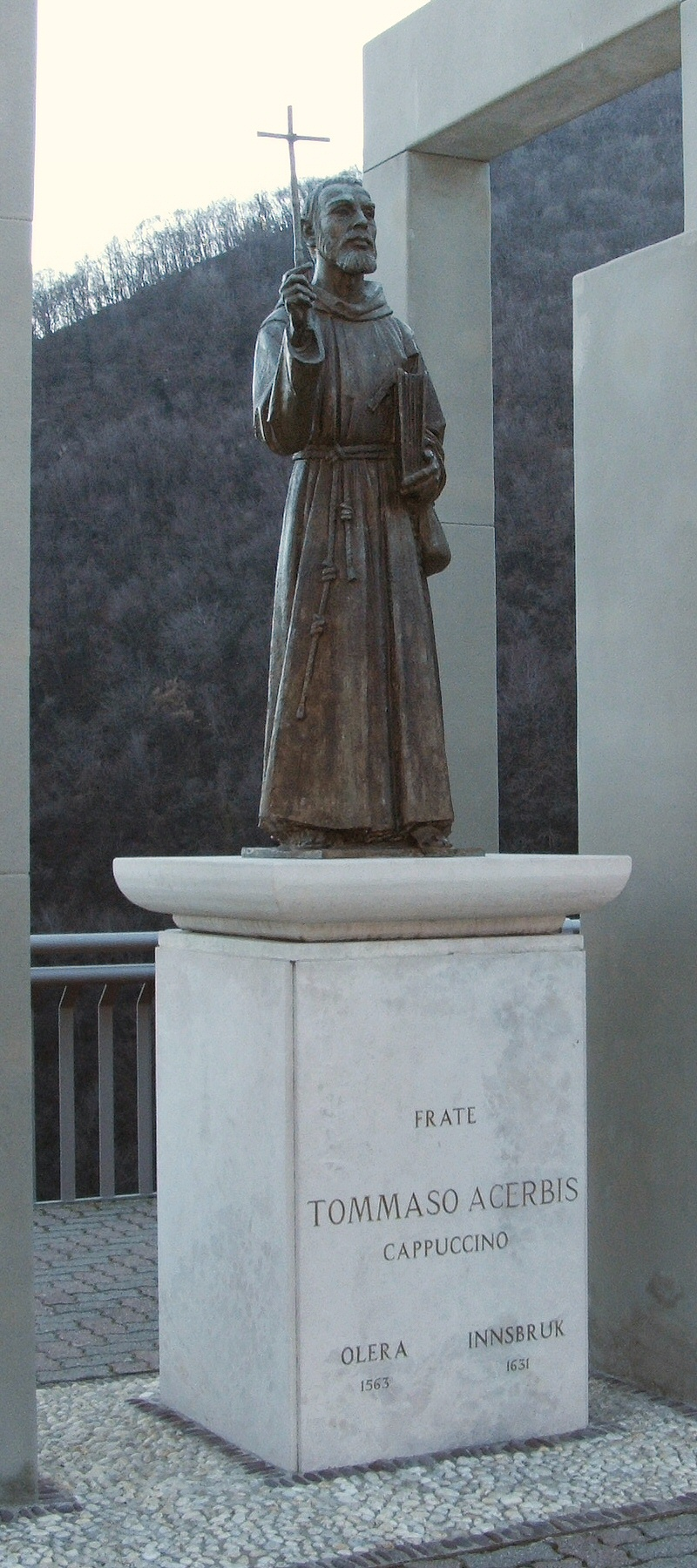
Denkmal für Thomas von Olera in Olera

Thomas von Olera wurde 1563 in Olera, heute eine Fraktion der Gemeinde Alzano Lombardo, in der Nähe von Bergamo als Sohn von Pietro und Margherita Acerbis de Viani in eine alte, aber verarmte Familie geboren. Er arbeitete ohne Schulbildung als Schafhirte und trat am 12. September 1580 in Verona als Laienbruder in den Kapuzinerorden ein. Im Noviziat durfte er entgegen der damaligen Praxis für Laienbrüder Lesen und Schreiben lernen. Er zeichnete sich durch Demut, Mystik, sein intensives Gebet und seine Begabung für die Mission unter den Menschen aus. 1605 wurde er nach Vicenza versetzt und beteiligte sich dort am Bau eines Klosters für Kapuzinerinnen. Von 1613 bis 1617 war er in Rovereto tätig, wo er Bernardina Floriani (später Giovanna Maria della Croce) kennenlernte und sie dazu bewegte, ein Klarissenkloster zu gründen. Seine enge Beziehung zu Floriani führte zu Anschuldigungen, denen er sich 1616 und 1622 in Rom stellen musste. Nach seiner Abschiebung aus Rovereto arbeitete er als Pförtner im Kloster Santa Croce in Padua und als Bettelmönch in Conegliano.
1619 wurde er zusammen mit anderen Kapuzinerbrüdern von Erzherzog Leopold V. nach Österreich berufen, um die Rekatholisierung zu unterstützen. Er lebte im Kapuzinerkloster Innsbruck und übte eine intensive Missionstätigkeit in den habsburgischen Ländern aus. Von 1619 bis 1625 war er in Wien, München, Salzburg und an verschiedenen Orten in Tirol tätig, wo er ein beliebter Prediger war. Der kaiserliche Arzt Hippolyt Guarinoni, mit dem ihn eine Freundschaft verband, führte ihn am Hof in Innsbruck ein und er wurde geistlicher Berater von Leopold V. und dessen Frau Claudia de’ Medici. Er pflegte außerdem enge Kontakte zu Kaiser Ferdinand II., Erzbischof Paris von Lodron von Salzburg, Fürstbischof Carlo Gaudenzio Madruzzo von Trient und zu den Freiherren Fieger von Friedberg, die er zum Kampf gegen den Protestantismus überredete. Er starb, als „heiliger Bruder von Tirol“ viel verehrt, am 3. Mai 1631 in Innsbruck, wo er in der Kapuzinerkirche beigesetzt wurde.
1967/68 wurde in Innsbruck und Bergamo der Seligsprechungsprozess eingeleitet. Am 21. September 2013 wurde Thomas von Olera in Bergamo durch Kardinal Angelo Amato im Auftrag von Papst Franziskus seliggesprochen. Sein Gedenktag ist der 4. Mai.

## Schriften
Thomas von Olera hinterließ rund dreißig Briefe, zwei asketisch-mystische Werke (La Selva di Contemplazione, Claudia de’ Medici gewidmet, und La Scala di Perfezione, Leopold V. gewidmet), eine Abhandlung für die Bekehrung von Ketzern und andere kurze Schriften, die zunächst als Manuskripte kursierten. Sie wurden von Pater Giovenale aus dem Nonstal in der Sammlung Fuoco d’amore (Feuer der Liebe) zusammengefasst und 1682 in Augusta veröffentlicht und 1683 in Neapel nachgedruckt.